# Montenero Val Cocchiara
Montenero Val Cocchiara là một đô thị ở tỉnh Isernia, vùng Molise ở miền nam Italia. Đô thị này có diện tích 21 km2.
Các đô thị giáp ranh: Acquaviva d'Isernia, Alfedena (AQ), Castel di Sangro (AQ), Castel San Vincenzo, Cerro al Volturno, Pizzone, Rionero Sannitico, Scontrone (AQ)